# Немецкая партия свободомыслящих
Немецкая партия свободомыслящих (нем. Deutsche Freisinnige Partei, DFP) или Немецкая радикальная партия — либеральная партия в Германской империи, основанная 5 марта 1884 года в результате слияния Германской прогрессистской партии и Либерального союза, отколовшегося от Национал-либеральной партии в 1880 году. Поддерживала расширение парламентаризма в немецкой конституционной монархии, отделение церкви от государства и равноправие евреев.

## Идеология
Свободомыслящие выступали за неограниченное осуществление конституционных гарантий, парламентаризацию конституционной монархии и защиту приобретённых прав, таких как свобода печати, собраний и ассоциаций. Кроме того, они выступали за отделение государства от церкви при юридическом равенстве всех религиозных общин. Партия свободомыслящих представляла малый и средний бизнес, экспортно ориентированные отрасли промышленности и связаные с ними банки, поэтому она категорически отвергала политику защитных тарифов рейхсканцлера Отто фон Бисмарка и высказывалась за снижение налогов.

## История
В числе главных инициаторов слияния Прогрессистской партии и Либерального союза были экономисты Людвиг Бамбергер и Георг фон Сименс, а также либеральный политик Евгений Рихтер. Объединение либералов было вызвано скорым, как все думали, восхождением на престол считавшегося либералом наследного принца Фридриха Вильгельма (в реальности стал императором только в 1888 году). Рихтер и другие либералы считали необходимым иметь в Рейхстаге сильную объединённую либеральную партию для содействия либеральному правительству будущего кайзера. Моделью их стратегии послужила британская Либеральная партия Уильяма Гладстона. Кронпринц Фридрих Вильгельм даже направил депутату Людвигу Бамбергеру поздравительную телеграмму по случаю основания новой партии. Ведущие члены новой партии — Шредер, Вирхов, Штауффенберг и другие — считали, что кронпринц поддержит их в противостоянии с Бисмарком и доверит им управление государством после своего вступления на престол. Поэтому некоторые изначально называли Партию свободомыслящих «Партией наследного принца» (Kronprinzenpartei).
На момент объединения партия насчитывала 98 депутатов рейхстага и более 160 местных объединений Прогрессистской партии в Берлине, а также в некоторых частях Саксонии, Южного Гессена и Рурской области. Партия также могла опереться на местные организации Либерального союза, но слияние отдельных местных объединений так и не удалось провести.
На первых для себя выборах 1884 года под руководством председателя партии Франца Августа Шенка фон Штауффенберга и его заместителей Альбертом Генеля и Рудольфа Вирхова Партия свободомыслящих получила разочаровывающие 17,6 % голосов и 66 мест, меньше чем обе партии по отдельности на предыдущих выборы 1881 года. На выборах 1887 года партия потеряла уже половину своих мандатов, заняв в рейхстаге 32 места. Несмотря на настояния своей супруги, принцессы Виктории, наследный принц Фридрих Вильгельм не осмелился пойти против Бисмарка и открыто принять сторону партии. Его ранняя смерть в 1888 году и приход на престол его сына Вильгельма II положили конец всем либеральным надеждам.
Тем временем противоречия между левыми прогрессистами и правыми либералами, непреодолённые и после слияния, нарастали. Фундаментальные разногласия внутри партии всплывали снова и снова, особенно по вопросам, касающимся численности армии и военного бюджета, а также по колониальной политике. В то время как правое крыло партии под руководством Карла Шредера в целом поддерживало военные законопроекты Бисмарка, левое крыло под руководством Евгения Рихтера резко их отвергало.
После отставки Бисмарка в 1890 году разногласия внутри партии отошли на второй план. Укреплению партии способствовал успех на выборах в рейхстаг 20 февраля 1890 года, по итогам которых свободомыслящие более чем удвоили свои мандаты. В целом, Партия свободомыслящих поддерживала либеральную экономическую политику нового рейхсканцлера Лео фон Каприви. Тем не менее старые внутрипартийные конфликты продолжали тлеть.
В мае 1893 года при голосовании в рейхстаге по законопроекту о войне разразился скандал:, за законопроект проголосовали директор Deutsche Bankа Георг фон Сименс и ещё пять членов партии, в то время как левое крыло отвергло его. В тот же день Рихтер подал заявление об исключении шестерых ренегатов, что привело к расколу в партии. Ещё до выборов в рейхстаг 1893 года сторонники военного законопроекта, а также другие бывшие «сецессионисты», такие как Теодор Барт, Генрих Риккерт и Карл Шредер, а также группа старых прогрессистов во главе с Альбертом Генелем, сформировали Союз свободомыслящих, а левое (радикальное) крыло возглавляемое Рихтером создали Народную партию свободомыслящих.
Однако настоящие причины раскола лежали глубже. Леволиберальные прогрессисты и более правые либералы-«сецессионисты» — так и не срослись ни по содержанию, ни по организации, сформировав после слияния левое и правое крыло. Противостояние между двумя группами продолжалось все девять лет существования партии, то ослабевая, то вновь усиливаясь. За всю историю партии не было ни одной совместной партийной конференции. Это параллельное сосуществование также отражалось в партийной прессе, поскольку обе группы продолжали издавать свои газеты: Parlamentarische Korrespondenz Прогрессистской партии и Liberale Korrespondenz Либерального союза. Единый печатный орган, представляющий партию в целом, так и не появился, несмотря на то что газета Parlamentarische Korrespondenz официально издавалась как общепартийная. Отставка Бисмарка в 1890 году лишила партию общего врага, а уход из политики Штауффенберга в 1892 году означал что больше некому уравновешивать радикального Рихтера.
Две партии действовали независимо друг от друга до 1910 года, когда после неоднократных поражений на выборах обе ещё более ослабленные либеральные партии объединились с Немецкой народной партией и образовали Прогрессивную народную партию, которая в 1918 году стала основой для создания Немецкой демократической партии.

## Результаты выборов
| Выборы | Место | Голоса    | %     | Δ (п.п.) | Места     | Δ   | Прим.                                     |
| ------ | ----- | --------- | ----- | -------- | --------- | --- | ----------------------------------------- |
| 1884   | 3-е   | 978 436   | 17,28 | ▼4,22    | 66 из 397 | ▼40 | Лидер: Франц Август Шенк фон Штауффенберг |
| 1887   | 4-е   | 951 861   | 12,62 | ▼4,66    | 32 из 397 | ▼34 | Лидер: Рудольф Вирхов                     |
| 1890   | 2-е   | 1 148 468 | 15,89 | ▲3,27    | 67 из 397 | ▲35 | Лидер: Рудольф Вирхов                     |

## Известные члены
- Франц Август Шенк фон Штауффенберг[нем.] (1834—1901) — юрист и землевладелец, был председателем Баварской палаты депутатов и депутатом рейхстага.
- Евгений Рихтер (1838—1906) — юрист, журналист и публицист, депутат.
- Рудольф Вирхов (1821—1902, Берлин) — врач и учёный (биолог и медик).
- Карл Вильгельм Шредер[нем.] (1834—1913) — юрист и политик, соучредитель многих общественных институтов, фондов и ассоциаций.
- Людвиг Бамбергер (1823—1899) — писатель, политик и экономист, депутат.
- Теодор Барт (1849—1909) — юрист, политик, издатель и редактор, депутат.
- Макс фон Форкенбек (1821—1892) — юрист, обербургомистр Берлина и Бреслау.
- Альберт Генель (1833—1918) — историк права, германист, юрист, профессор, ректор Кильского университета.
- Макс Хирш (1832—1905) — экономист, публицист, издатель и книготорговец.
- Альберт Кальтхофф[нем.] (1850—1906) — теолог-реформатор и философ, основатель и президент Немецкого монистического общества.
- Людвиг Лёве[нем.] (1837—1886) — предприниматель, меценат, депутат рейхстага.
- Теодор Моммзен (1817—1903) — историк, филолог-классик и юрист, лауреат Нобелевской премии по литературе.
- Генрих Риккерт (1833—1902) — политик и журналист; отец философа Генриха Риккерта.
- Георг фон Сименс (1839—1901) — экономист и банкир, первый глава Deutsche Bank.
- Лудольф Паризиус (1827—1900) — юрист, журналист, писатель-публицист, краевед, писатель.